# Walter Englert
Walter Englert (* 25. Februar 1921 in Schwäbisch Hall; † 2. August 2011) war ein deutscher Manager in der Finanzdienstleistungsbranche. Als Sprecher der Geschäftsführung leitete er zwischen 1968 und 1986 die Wüstenrot Bausparkasse.

## Werdegang
Englert, Sohn eines Pfarrers, legte 1939 sein Abitur in Ludwigsburg ab, ehe er bis 1945 im Zweiten Weltkrieg als Offizier bei der Artillerie diente. Nach dem Kriegsende studierte er bis 1948 Rechtswissenschaften an der Eberhard Karls Universität Tübingen und trat im Anschluss an seine Referendarzeit ab 1951 in den Dienst der Finanzverwaltung des Bundeslandes Württemberg-Baden. Nach kurzer Dienstzeit in der Oberfinanzdirektion Stuttgart wechselte er 1953 in das Finanzministerium des neu gegründeten Landes Baden-Württemberg.
1958 wechselte Englert als Direktor zur Wüstenrot. Im Januar 1959 wurde er dort zunächst zum stellvertretenden Geschäftsführer, am Ende des Jahres zum ordentlichen Geschäftsführer berufen. 1968 rückte er zum Sprecher der Geschäftsführung der Bausparkasse sowie 1974 der Holding-Gesellschaft auf. Dort stieß er beim Marktführer einen Modernisierungskurs an, exemplarisch hierfür steht auch das in Ludwigsburg Anfang der 1970er Jahre errichtete Wüstenrot-Hochhaus als Konzernzentrale mit Großraumbüros. Zudem stellte er die Geschäftsfelder des Unternehmens auf breitere Füße, 1968 wurden die Wüstenrot Bank und 1969 die Wüstenrot Lebensversicherung als Tochtergesellschaften gegründet. Nach dem altersbedingten Ausscheiden 1986 blieb er als Aufsichtsratsmitglied der wichtigsten Wüstenrot-Gesellschaften dem Unternehmen verbunden. Zudem saß er in verschiedenen Aufsichts- und Beratungsgremien diverser Unternehmen und Verbände, etwa bei der Baden-Württembergischen Bank oder der baden-württembergischen Landesdirektion der Allianz Versicherung. Ab 1968 saß Englert auch dem Verband der Privaten Bausparkassen vor, von 1971 bis 1974 war er zudem Präsident der Internationalen Bausparkassenvereinigung.
1986 wurde Englert der Verdienstorden des Landes Baden-Württemberg verliehen.